# Телешовська сільська рада
Телешовська сільська рада (біл. Целяшоўскі сельсавет) — колишня сільська рада Гомельського району, Гомельська область, Республіка Білорусь.

## Склад
Телешовська сільська рада складалася з 13 населених пунктів:
- Євстратівка — селище;
- Житовля — селище;
- Задоровка — село;
- Іваньков — селище;
- Калиновка — селище;
- Кургани — селище;
- Малиновка Телешовська — селище;
- Муравчий — селище;
- Микольськ — селище;
- Переход — селище;
- Рудня Телешовська — село;
- Телеши — село;
- Фащовка — селище.

Колишні населені пункти:
- Грива — селище.